# Alessandro Esseno

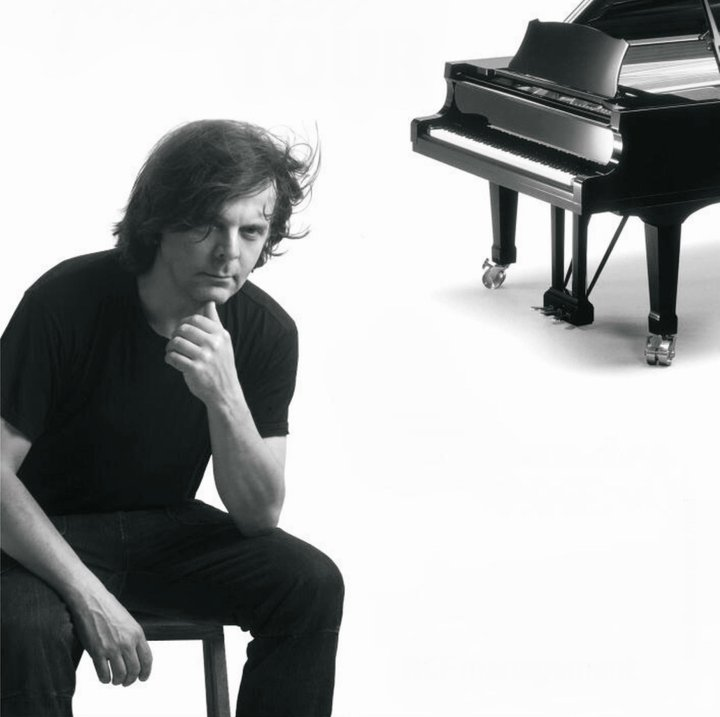

Alessandro Esseno (ur. 27 lipca 1969 w Rzymie) – włoski pianista i kompozytor.

## Dyskografia
- Esseno (1990)
- Da mondi sconosciuti (1992)
- Tutta la rabbia del mondo (1994)
- In viaggio (2000)
- Immagini sonore (2001)
- Tracce di Cristo (2002)
- Immagini sonore 2 (2003)
- In questo momento  (2003)
- Scomposizioni (2004)
- Piano solo (2004)
- Dimensioni (2004)
- Alessandro Esseno trio (2004)
- In questo momento (ristampa) (2005)
- Suonivisivi (2005)
- Voce fuori campo (2005)
- La terra non finisce all'orizzonte (2006)
- Una notte di un sabato sera (2007)
- Nea (2007)
- La mia libertà (2007)
- Amore e Psiche (2008)
- Decomposizioni (2008)
- Quando il tempo finirà (2009)
- Musica capovolta  (2009)
- Pictures (2010)
- Live through the years (2014)
- La legge del continuo mutamento (2015)